# Габріела Тереза Марія
Принцеса Габріела, графиня Карладе (Габріелла Тереза Марі Грімальді; народилася 10 грудня 2014), є дочкою Принца Альберта II і Принцеси Шарлін є другою в черзі на престол князівства Монако. Вона народилася в Монако в лікарні «Принцеса Грейс», за дві хвилини до її брата-близнюка, наслідного принца Жака. Габріела отримала титул графиня Карладе по батьку.

## Святкування
Князівський палац Монако випустив заяву з описом як відзначатиметься народження цих дітей. Сорок два гарматних постріла (двадцять один для кожної дитини) були зроблені з Форту Антуан та церковні дзвони дзвонили по п'ятнадцять хвилин, а потім на човні грали в роги. Цей день був оголошений святковим днем в Монако.
Габріела старше свого брата Жака на дві хвилини. Вони мають по батьку старшу зведену сестру Жасмін Грейс Грімальді, і старшого зведеного брата Еріка Олександра Стефана Коста від Тамари Ротоло та Ніколь Кост.
7 січня 2015 року близнюки будуть публічно представлені, в зв'язку з чим в Монако буде оголошено святковий день.

## Титули та звертання
- 10 грудня 2014 з 17:04 CET до 17:06 CET: Її Світлість Наслідна Принцеса Монако[fn 1]
- з 17:06 10 грудня 2014 до тепер: Її Світлість Графиня Карладе

Одразу ж після народження, ім'я та титул Габріели було оголошено як «Її Світлість графиня Карладе (Carladès)». Оскільки лише Альберт II спадкоємець трону, то до народження її брата-близнюка Жака, Габріелла була спадковою принцесою Монако, як передбачуваний спадкоємець. Це не було згадано в оголошенні.

## Герб
Червоні ромби на білому тлі. Девіз роду Грімальді: «Deo Juvante» (лат. З Божою поміччю).